# Australian (häst)
Australian, född 1858, död 15 oktober 1879, var ett engelskt fullblod, mest känd för att ha exporterats till USA där han blev en mycket framgångsrik och inflytelserik avelshingst.

## Bakgrund
Australian var en fuxhingst efter West Australian och under Emilia (efter Young Emilius). Han föddes upp av William E. Duncombe och ägdes av Alexander Keene Richards och Robert A. Alexander. Han fick från början namnet Millington.
Australian kom från den tredje kullen föl av West Australian som segrade i 2000 Guineas, Epsom Derby, St Leger och Ascot Gold Cup 1853, och har i efterhand erkänts som den första Triple Crown-vinnaren. West Australian betraktades av samtida experter som en av de bästa brittiska hästarna på artonhundratalet. Efter tävlingskarriären hade han måttliga framgångar som avelshingst till segrare i England och Frankrike, och var genom sin son Solon till stor del ansvarig för överlevnaden av Godolphin Arabians blodslinje i Europa.
Efter slutet av tävlingskarriären blev Australian avelshingst och tillbringade större delen av sin avelskarriär på Woodburn Stud. Han blev far till hästar som vann 410 löp, och blev slagen av Lexington för titeln ledande avelshingst i Nordamerika vid sex tillfällen mellan 1871 och 1877.